# Eilema banghaasi
Eilema banghaasi är en fjärilsart som beskrevs av Adalbert Seitz 1910. Eilema banghaasi ingår i släktet Eilema och familjen björnspinnare. Inga underarter finns listade i Catalogue of Life.